# Amable Aristy
Amable Aristy Castro (El Bonao, Higüey, 10 de mayo de 1949 - Higuey; 4 de diciembre de 2022) fue un empresario y político dominicano, ocupó la senaduría por la provincia La Altagracia desde 1990 al 2020 convirtiéndose en el senador con más tiempo en el congreso nacional. Era conocido como el "Cacique de Higüey".
Fue un alto dirigente del Partido Reformista Social Cristiano (PRSC), coolaborador cercano de Joaquín Balaguer y el último candidato presidencial de esta organización antes de convertirse en un partido político minoritario. Desde 2015 fue miembro y presidente del Partido Liberal Reformista

## Biografía
Nació en el seno de una familia pobre en la provincia de La Romana, hijo de Luis Aristy, chofer de profesión, y de Oliva Castro, ama de casa. Por vía patrilineal descendía del colono vasco José Agustín Aristy Chagoya, natural de Pasajes, Guipúzcoa, arribado a la isla en el siglo XVIII.
A los 9 años de edad comienza a su vida laboral como dependiente en el colmado de su tío "Chichí" Aristy. Luego se desempeña como vendedor ambulante, limpiabotas, conserje, empleado municipal, secretario de la Fiscalía de Higüey y mensajero de un banco en el que llegó a ser su gerente.
Según un cable desclasificado de la Embajada de los Estados Unidos por Wikileaks, en 2006 el gobierno de los Estados Unidos le quitó el visado por vincularlo al tráfico de drogas y lavado de dinero proveniente de actividades ilícitas. A pesar de las acusaciones de narcotráfico y tráfico de personas, Aristy Castro poseía varias propiedades en Miami, país que solía frecuentar a menudo con fines médicos y de ocio.
Su hija Karina Aristy ha seguido los pasos de su padre, desarrollando una carrera política en la provincia de La Altagracia.

## Vida política
Ingresa al entonces Partido Reformista en 1976 (actual Partido Reformista Social Cristiano). Su carrera política se inicia en 1982 cuando es elegido diputado de la República por la provincia La Altagracia, con apenas 33 años de edad, siendo reelegido en 1986. En 1989 un diputado del opositor PRD lo acusó de organizar viajes clandestinos (e ilegales) de personas hacia Puerto Rico.
Fue elegido senador en para el período 1990-1994, siendo reelegido para el cuatrienio siguiente (1994-1998), en ambos períodos ocupando la presidencia del Senado. Como presidente del Senado tuvo el privilegio de colocar la banda presidencial a Joaquín Balaguer en 1994 y a Leonel Fernández en 1996. En 1997 se ve envuelto en un escándalo internacional, tras ordenar el desalojo de terrenos de una playa comprada por inversionistas estadounidenses, españoles y venezolanos por 50 millones de dólares, quienes llevaron su queja ante sus respectivas misiones diplomáticas denunciando que los terrenos con vocación turística que habían adquirido fueron entregados de manera irregular a familiares de Aristy.
Tras sufrir su partido la pérdida de la mayoría en el Senado en las elecciones de 1998, Aristy que había sido reelecto decide renunciar a su curul por tener imposibilitada su reelección como presidente del Senado y asume como secretario general de la Liga Municipal Dominicana (LMD). Volvió a ganar en 2002 la senaduría, renunciando a juramentarse otra vez y repite esta acción en 2006 al ser reelecto, dejando su vacante al Dr. Germán Castro García tanto en 2002 como en 2006, permaneciendo Aristy en la LMD.
En 2010 el Dr. Castro García se presenta como candidato por el Partido Revolucionario Dominicano, siendo derrotado por Aristy, el cual  planteó públicamente que podría volver a renunciar a la Senaduría para seguir dirigiéndo la Liga Municipal Dominicana.
No se juramentó el 16 de agosto de 2010, día marcado por la Constitución como el inicio de su período. Meses después tras verse amenazado por un posible juicio político por dejar vacante su curul, toma su cargo como senador y deja la presidencia de la LMD a Fidias Aristy, un primo suyo.
En abril de 2011 la Cámara de Diputados envió a la Cámara de Cuentas una solicitud de juicio político por presuntas irregularidades en el manejo de las arcas de la LMD. Su caso fue archivado debido a su inmunidad parlamentaria. En 2012 el nuevo procurador general de la República, Francisco Domínguez Brito, reabrió su expediente: se le acusaba de malversación de fondos públicos, desfalco, prevaricación, asociación de malhechores, peculado y nepotismo.
Fue expulsado del PRSC junto a centenares de dirigentes reformistas por no acatar la Alianza con el PLDen los comicios del 20 de mayo de 2012. Los expulsados recurrieron ante el recién creado Tribunal Superior Electoral (TSE). En febrero de 2013 el TSE declaró inconstitucional el artículo 11 de los estatutos del PRSC al considerar que este "viola el derecho al debido proceso establecido en el artículo 69 de la Carta Magna" y declaró nula las expulsiones de 247 reformistas, incluyendo a Aristy Castro.

## Problemas de salud y fallecimiento
El 3 de diciembre del 2006 Aristy Castro sufrió un infarto por lo que fue ingresado en un centro de salud de Santo Domingo donde se le practicó un cateterismo. Posteriormente en mayo del 2020 fue sometido a una cirugía cardíaca y en julio del mismo año a un cateterismo. En noviembre de 2020 fue sometido a una tercera operación del corazón en Miami, intervención de emergencia que tuvo "complicaciones" por lo que duró ocho horas. Posteriormente viajó en varias ocasiones de emergencia a Estados Unidos tras sufrir dolores en el pecho sin que trascendieran más intervenciones. Finalmente falleció el 4 de diciembre de 2022 a causa de un paro respiratorio que se le presentó luego de inaugurar una plaza comercial en Punta Cana.